# بچه مردم
بچه مردم فیلمی ایرانی به کارگردانی محمود کریمی محصول سال ۱۴۰۳ است.

## خلاصه فیلم
بچه مردم یک فیلم اجتماعی است که خلاصه داستان آن از زبان یکی از شخصیت‌های اصلی فیلم روایت می‌شود:
«تاجی: هر قصه‌ای رو دقت کنید می‌بینید قهرمانش از یه جایی رو پای خودش وایساده. الیورتوییست یه جور، سهراب و فریدون اون جور، حضرت یوسف چهار سالش بود رفت عزیز مصر شد. حضرت موسی رو بگو؛ همین دنیا که اومد دادنش به آب. ماشالا نره غول شدین، پاتون اینجاس سرتون اونجا. وقتشه خودی نشون بدین…».

## بازیگران
- گوهر خیراندیش
- رضا کیانیان
- حسن معجونی
- بهروز شعیبی
- سیامک صفری
- سیاوش چراغی‌پور
- امید روحانی
- زهرا داوودنژاد
- سید جواد یحیوی
- ونوس کانلی
- کامبیز امینی
- مهبد جهان‌نوش
- سیامک ادیب
- زری کریمی
- سیاوش جامع
- احسان احمدی
- فرزین فلسفین
- ایلیا یعقوبی
- مانیا عزیزی

## جوایز و افتخارات
| جایزه                             | رده                           | نامزد                      | نتیجه        | منبع  |
| --------------------------------- | ----------------------------- | -------------------------- | ------------ | ----- |
| چهل و سومین دوره جشنواره فیلم فجر | بهترین فیلم                   | سیدعلی احمدی               | نامزدشده     | [ ۵ ] |
| چهل و سومین دوره جشنواره فیلم فجر | بهترین کارگردانی              | محمود کریمی                | نامزدشده     | [ ۵ ] |
| چهل و سومین دوره جشنواره فیلم فجر | بهترین بازیگر نقش اول مرد     | مهبد جهان نوش              | نامزدشده     | [ ۵ ] |
| چهل و سومین دوره جشنواره فیلم فجر | بهترین بازیگر نقش مکمل مرد    | رضا کیانیان                | نامزدشده     | [ ۵ ] |
| چهل و سومین دوره جشنواره فیلم فجر | بهترین فیلمنامه               | محمود کریمی فائزه یارمحمدی | برنده        | [ ۵ ] |
| چهل و سومین دوره جشنواره فیلم فجر | بهترین فیلم‌برداری             | میلاد پرتوی                | دیپلم افتخار | [ ۵ ] |
| چهل و سومین دوره جشنواره فیلم فجر | بهترین تدوین                  | عماد خدابخش                | برنده        | [ ۵ ] |
| چهل و سومین دوره جشنواره فیلم فجر | بهترین موسیقی متن             | کریستف رضاعی               | نامزدشده     | [ ۵ ] |
| چهل و سومین دوره جشنواره فیلم فجر | بهترین صدا                    | پرویز آبنار                | نامزدشده     | [ ۵ ] |
| چهل و سومین دوره جشنواره فیلم فجر | بهترین چهره‌پردازی             | احسان روناسی               | نامزدشده     | [ ۵ ] |
| چهل و سومین دوره جشنواره فیلم فجر | بهترین طراحی لباس             | نازنین خزای                | نامزدشده     | [ ۵ ] |
| چهل و سومین دوره جشنواره فیلم فجر | بهترین طراحی صحنه             | بابک کریمی                 | نامزدشده     | [ ۵ ] |
| چهل و سومین دوره جشنواره فیلم فجر | بهترین فیلم اول               | سیدعلی احمدی               | نامزدشده     | [ ۵ ] |
| چهل و سومین دوره جشنواره فیلم فجر | بهترین کارگردان اول           | محمود کریمی                | برنده        | [ ۵ ] |
| چهل و سومین دوره جشنواره فیلم فجر | بهترین فیلم از نگاه تماشاگران | سیدعلی احمدی               | نامزدشده     | [ ۵ ] |